# 劉季述
劉 季述（りゅう きじゅつ、? - 901年）は、唐の昭宗時期の宦官。左神策軍護軍中尉劉行深の養子であり、後に、父に代わって左神策軍護軍中尉となった。

## 生涯
劉季述は、もとは地位が低く権力も弱かったが、僖宗・昭宗の在位中に、やや声望と権力を高め、枢密使に抜擢されるようになった。楊復恭が排斥された後，昭宗は、西門重遂を右神策軍中尉、観軍容使に任じた。李茂貞が興元府を得て跋扈し、朝廷に従わなくなると、宰相杜譲能は、内枢密使周𧬤及び西門重遂とともに李茂貞を誅殺しようとして軍を起こし、嗣覃王戒丕を京西招討使として、神策大将軍李鐬をその副使とした。李茂貞が兵を率いて盩厔に臨み、興平に迫ったところ、官軍は、壊滅した。ついに川辺の高地に陣を張って杜譲能らの罪を暴くと、京師は震撼し、昭宗は安福門を守りつつ、西門重遂と周𧬤を斬殺して李茂貞に謝罪するとともに、代わりに駱全瓘と劉景宣を護軍中尉に任じた。
乾寧2年（895年）、李茂貞が王行瑜・韓建とともに兵を率いて入朝すると、李克用は、李茂貞を討伐するために渭水の北に駐屯した。同州節度使王行実は、京師を出奔する際、劉景宣に対し、「沙陀（李克用）の軍は、十万に至った。天子を奉じて危難を避けなさい」と言った。劉景宣は、李茂貞が関係が良好であったため、駱全瓘と鳳翔衛将閻珪は、ともに昭宗を脅して岐に狩へ向かわせ、王行実と劉景宣の子の劉継晟は、放火して東市を略奪したところ、昭宗は、承天門に登ったが、おびただしい数の矢が楼を飛び交っていた。昭宗は恐れ、暮れに莎城を出て、官民数十万人が従った。谷口に至り、暑さで死ぬ者は13人に及び、夜は盗賊が表れ、鳴き声が山を震わせた。その後、石門へと移動した。李茂貞は、後難を恐れ、駱全瓘・劉景宣・閻珪を殺害して、昭宗を解放した。昭宗は、京師へ帰還し、駱全瓘と劉景宣の後任の護軍中尉として、景務脩と宋道弼を立てたが、かれらは、すぐさま国政を専断した。宰相崔胤は、これを憎んだが、徐彦若・王摶は、禍を恐れ、北軍をもって崔胤を抑えようとした。崔胤はこれに怒り、王摶一派の宦官が不忠であり罷免すべきであるとし、まもなく賜死とした、すなわち、景務脩と宋道弼は流罪とされたが灞橋で死亡し、徐彦若は南海に放逐された。その後、劉季述と王仲先が左右護軍中尉に任ぜられたが、かれらもまた崔胤を苦しめることとなった。
光化3年（900年）11月、昭宗が酒に溺れて左右の者を叱責することがあり、劉季述は、いよいよ自分たちの身に危険が迫っていると感じていた。まず、王子が病に倒れた際、劉季述は医師の車譲・謝筠を宮中に引き入れたが、しばらく経っても出てこなかったため、劉季述は、宮中はみだりに人が所在する場所ではないと昭宗に告げた。。しかし、昭宗はこれを聞き入れなかった。そこで、劉季述は、昭宗が陰謀をめぐらせているのではないかと疑い、朱全忠と兄弟となることを約して、従子の劉希正を派遣して、汴州邸吏の程岩に、昭宗を廃位することを謀議させた。朱全忠が天平軍節度使の副使李振を京師に派遣したところ、程岩は、「昭宗が緊急事態であり、内外に恐怖が広がっていることから、左軍中尉（劉季述）は皇帝の廃立を欲している。どう思うか」と尋ねた。李振が「百歳の家奴は三歳の主のために専念するのが常である。乱国は不義、廃君は不祥であるという話は、私は全く聞かない」と答えたところ、劉希正は大いに涙した。昭宗が夜中に猟苑で侍女3人を酔って殺したことがあり、翌日には明らかとなったが、宮中の門が開かなかった。劉季述は、崔胤と面会し、「宮中の状況は予測不可能である」と述べた。そこで、劉季述と王仲先は、王彦範・薛斉偓・李師虔・徐彦回に衛士千人を率いさせ、宮中の門を破壊して侵入し、陰謀を実行に移したが、未だ、結果が定まらなかった。この夜、宮監がひそかに太子李裕を連れ去って、劉季述らは、何皇后に強いて「車譲、謝筠は帝（昭宗）に殺人を勧め、災難を塞いで、皆大いに不道である。観軍容使は両名ともこれを知り、今、皇太子（李裕）を即位させて、社稷の主とすべきである」と言わしめた。夜明けには、兵を宮廷に引き入れて並べ、崔胤に対し、「帝がしたことはかくのごとくであり、社稷の主にあらず、今、まさに太子を群臣にまみえさせるべきである」と述べた。そこで、百官を召し出して上奏文に署名させようとしたところ、崔胤は反対することができなかった。劉季述が太子李裕を護衛して紫廷院に至ると、左右軍と十の道の邸吏である兪潭や程岩らが思玄門に参じて上奏し、兵士は皆万歳の声を上げた。思政殿に入ると、出会った者は殺された。昭宗が乞巧楼に登るや、兵が入るのを目にし、驚愕して逃げ出そうとしたため、劉季述と王仲先は、杖で地面をなぞって昭宗を詰問して「某日某事にお前は私の言うことを聞かなかった、これが一つ目の罪である」などということを数十にのぼるまで続け、未だ止むことがなかった。何皇后が出てくると、拝して、「帝を守り、怖がらせてはいけません。もし罪があれば、観軍容使において議するのみでよいではないですか」と言った。劉季述が出てくると、百官は上奏して、「陛下は乱心しており、勤めに倦んでおられます。願わくは、太子を監国に封じ、陛下には東宮にて静養していただきたいのです」と述べた。昭宗は、「昨日、汝らと飲酒したことは極めて楽しかった。なぜここに居るのか」と言った。後に、「陛下は観軍容使が述べたとおりだ」と言われた。宮監は昭宗を腕に抱えて思政殿を出たため、後に、「観軍容使は、一心に陛下を輔持しようとしており、陛下には静養していただく必要がある」との提案があった。昭宗は、また、「朕は病を得て久しい。太子を監国とする」とも述べた。程岩らは、皆万歳の声を上げた。その後、伝国の宝を劉季述に授けると、昭宗の車は、左右の十余人とともに、少陽院に入り、軟禁された。劉季述は、金を溶かして錠を塞ぎ、李師虔が兵を率いて監視した。太子李裕は武徳殿で即位し、昭宗は太上皇と号し、何皇后は太上皇后とされ、天下に大赦が行われ、東宮官属は三品が爵一級を賜り、四品以下は一階を賜るなどし、群臣は爵位が加増され、秩禄が厚くなり、媚びることを欲して上下に付き従った。東宮は、問安宮と改称された。劉季述らは、皆、まず粛清に着手して威を示すこととし、夜な夜な笞打ち、死体が搬出されること車十両に及び、およそ昭宗の寵愛を受けた者はことごとく殺害された。昭宗の弟である睦王李倚もまた殺害された。李師虔はもっとも苛烈であり、左右の者が出入りして捜索し、昭宗の動静を劉季述に伝えた。昭宗は、日中着た衣服を夜間に洗い、食事は穴から差し入れられたものを摂るという状況であり、筆・紙・銅・鉄に至るまで、詔書や兵器を作成するものと疑われる物品は、全て与えられなかった。寒い日にあっても、公主や后妃に布団は支給されず、その切ない話は朝廷の外まで漏れ聞こえてきたという。
崔胤は、この難を朱全忠に伝え、兵をもって君側の奸を除こうと考えたが、朱全忠は、崔胤の手紙に封をして、劉季述に与え、「崔胤には二心があるから、追及すべきである」と述べた。劉季述が崔胤を詰問したところ、崔胤は、「人を欺く偽の手紙は、古来より存在するものであり、必ずこの罪によって一族が罰せられることとなるであろう」と述べた。これによって劉季述は考えを改め、崔胤と盟約を結んだ。崔胤は、朱全忠に謝罪し、「左軍（劉季述）との盟約は、互いに害さないというものであり、私の心は依然として公（朱全忠）に対して帰服しているため、二人の侍女をお送りいたします」と述べた。朱全忠は、手紙を読んで憤り、「劉季述は私を裏表のある人間に仕立て上げようとしているのか」と述べた。これより、距離を置くことが始まったのであった。劉季述の子である劉希度は、汴州に至り、皇帝廃立の計画を伝え、また、李奉本を派遣して、太上皇昭宗の誥諭をもたらして示したところ、朱全忠は疑いを生じ、決断することができなかった。その際、李振は、「（斉の桓公の死後、公子無詭を擁立した）宦官の豎刁の乱や、（宋の平公に讒言して太子痤を廃した）宦官の恵墻伊戻の乱は、覇者となろうとする者にとって好機でした。今、閹奴（宦官）が天子を軟禁しているというのに、公（朱全忠）がこれを討たないというのでは、どのようにして諸侯に号令をかけることができるのでしょうか」と述べた。そこで、朱全忠は、劉希度と李奉本を捕らえ、李振を京師に派遣して崔胤と謀議をさせた。この時、劉季述は、百官をことごとく誅殺し、昭宗を弑し、太子を擁して天下に号しようと考えていた。京師の将の孫徳昭・董従実が金五千緡を盗んだところ、王仲先らは、これを侮辱し、その賠償を監督し、これに連なるものは甚だ多かった。崔胤はその失敗を逆手に取り、「両中尉（劉季述と王仲先）を殺し、太上皇（昭宗）を迎え、大功を立てることができれば、小さな罪などどうして恥じる必要があろうか」と述べた。また、孫徳昭に使者を派遣して、衣服の帯に忍ばせた秘密の手紙を渡して意を通じた。孫徳昭は周承誨を誘い、12月の大晦日を期して、兵士を安福門に埋伏させて、夜明けを待った。天復元年（901年）正月、王仲先が輿に乗って朝廷に参内すると、孫徳昭らはこれを襲撃し、東宮の門外で斬殺した後、少陽院の門を叩き、「逆賊を斬りました」と述べた。しかし、昭宗はこれを信用しなかったので、何皇后は、「逆賊の首を献上すべし」と述べた。孫徳昭が王仲先の首を放り投げて進むと、宮人が扉を壊したので、昭宗が長楽門から出ると、群臣がこれを祝賀した。周承誨が左軍に入り、劉季述と王彦範を捕らえて楼前に至ると、崔胤は、京兆尹鄭元規に命じて数万人を集めて大きな木棍を持たせ、昭宗が劉季述を詰問したところ止むことはなく、木棍を持った者たちが進み出て、劉季述と王彦範は木棍で殴られて死んだ。左右両軍の死者は数十人にのぼった。中官（宦官）は太子を奉じて左軍に隠れ、伝国の璽を手中に収めた。薛斉偓は、井戸に身を投げて死亡したが、その遺体は搬出されて斬られた。朱全忠は程岩を檻に入れて京師に送り、市において斬首した。劉季述らは、三族が誅殺された。孫徳昭は、検校太保・静海軍節度使に任ぜられ、董従実は、検校司徒・容管節度使・同中書門下平章事に任ぜられ、両名とも国姓の「李」を賜姓され、孫徳昭は李継昭と、董従実は李彦弼と称した。周承誨もまた、検校司徒・邕管節度使に任じられ、宰相の秩を与えられた。これら3人は、皆、「扶傾済難忠烈功臣」と号し、凌煙閣には肖像画が掲げられ、宿衛に留めること10日にして辞去し、珍しい宝物はことごとく賜与された。当時、これら3人は「三使相」と号し、人臣にしてこれに比すものはなかった。
初め、延英殿において宰相が上奏し、皇帝がこれを決裁し、枢密使が侍立して関与することができ、あるいは皇帝の命令を改変することなどがしばしばあった。ここに至り、大中年間の故事（牛李の党争）のように詔書を発し、延英殿で上奏させ、左右護軍中尉を降格させ、枢密使を殿西に侍立させて勅命を待たせ、上奏された事項は全て宰相を経由させることとした。李師虔は、屏風の後ろで宰相が上奏するのを記録させようとしたが、昭宗は、越権行為であるとしてこれを許さず、李師虔と徐彦回をともに誅殺した。